# Campeonato Nacional de Basquete Masculino de 1990
O Campeonato Nacional de Basquete Masculino de 1990 (1ª edição), mais conhecido à época em que foi realizado como Liga Nacional de Basquete Masculino de 1990, foi um torneio realizado a partir de 27 de janeiro até 15 de abril de 1990 por doze equipes representando cinco estados.

## Participantes
AABB, Brasília/DF

 Atlético Mineiro, Belo Horizonte/MG

 Flamengo, Rio de Janeiro/RJ

 Franca, Franca/SP

 Ginástico, Belo Horizonte/MG

 Lwart-Lwarcel, Lençóis Paulista/SP

 Minas, Belo Horizonte/MG

 Monte Líbano, São Paulo/SP

 Pirelli, Santo André/SP

 Sírio, São Paulo/SP

 Sogipa, Porto Alegre/RS

 Vasco da Gama, Rio de Janeiro/RJ

## Regulamento

### Fórmula de disputa
O Campeonato Nacional de Basquete Masculino foi disputado por 12 equipes em duas fases:
- Fase classificatória: As 12 equipes foram divididas em dois grupos, onde disputaram partidas em um sistema de turno e returno, em que enfrentaram todos os adversários do grupo em seu mando de quadra e fora dele. Classificaram-se as quatro melhores equipes de cada grupo.
- Playoffs: As oito equipes classificadas jogaram num sistema mata mata e a vencedora desses foi declarada Campeã Nacional de Basquete Masculino de 1990. É dividida em três partes: 
  - Quartas de final: Foi disputada pelas equipes que passaram da primeira fase, seguindo a lógica: (1ª x 8ª); (2ª x 7ª); (3ª x 6ª); (4ª x 5ª). Estas jogaram partidas em melhor de três (jogos), sendo um mando de campo para cada e o jogo de desempate, se houvesse, no ginásio da equipe com o melhor índice técnico da fase classificatória.
  - Semifinais: Foi disputada pelas equipes que passaram das quartas de final, seguindo a lógica: vencedor A x vencedor D e vencedor B x vencedor C. Estas jogaram partidas em melhor de três (jogos), sendo um mando de campo para cada e o jogo de desempate, se houvesse, no ginásio da equipe com o melhor índice técnico da fase classificatória.
  - Final: Foi disputada entre as duas equipes vencedoras das semifinais, em melhor de cinco (jogos), sendo dois mandos de campo para cada e o jogo de desempate, se houvesse, no ginásio da equipe com o melhor índice técnico da fase classificatória. A equipe vencedora foi declarada campeã da competição.

### Critérios de desempate
1º: Confronto direto

2º: Saldo de cestas dos jogos entre as equipes

3º: Melhor cesta average (se o empate foi entre duas equipes)

4º: Sorteio

### Pontuação
Vitória: 2 pontos

Derrota: 1 ponto

Não comparecimento: 0 pontos

## Classificação
| 1 | Lwart Lwarcel    | 19 | 10 | 9 | 1  | 1133 | 892  | 1,27018 |
| 2 | Ravelli/Franca   | 19 | 10 | 9 | 1  | 1075 | 851  | 1,26322 |
| 3 | Davene/Sírio     | 16 | 10 | 6 | 4  | 1130 | 931  | 1,21375 |
| 4 | Vasco da Gama    | 13 | 10 | 3 | 7  | 871  | 931  | 0,93555 |
| 5 | AABB             | 13 | 10 | 3 | 7  | 810  | 1037 | 0,78110 |
| 6 | Atlético Mineiro | 10 | 10 | 0 | 10 | 743  | 1125 | 0,66044 |

PTS - pontos, J - jogos, V - vitórias, D - derrotas, PP - pontos pró, PC - pontos contra, PA - pontos average
| 1 | C. A. Monte Líbano | 19 | 10 | 9 | 1 | 1059 | 831  | 1,27437 |
| 2 | C. A. Pirelli      | 18 | 10 | 8 | 2 | 1001 | 814  | 1,22973 |
| 3 | C. R. Flamengo     | 16 | 10 | 6 | 4 | 936  | 869  | 1,07710 |
| 4 | Minas TC           | 14 | 10 | 4 | 6 | 837  | 874  | 0,95766 |
| 5 | Sogipa             | 12 | 10 | 2 | 8 | 819  | 1026 | 0,79824 |
| 6 | E. C. Ginástico    | 11 | 10 | 1 | 9 | 779  | 1017 | 0,76598 |

PTS - pontos, J - jogos, V - vitórias, D - derrotas, PP - pontos pró, PC - pontos contra, PA - pontos average
|  |                                           |
|  | Zona de classificação às quartas de final |

## Fase final
|  | Quartas de final | Quartas de final | Quartas de final | Quartas de final | Quartas de final | Quartas de final | Quartas de final | Quartas de final |                |     | Semifinal | Semifinal | Semifinal | Semifinal | Semifinal | Semifinal | Semifinal | Semifinal |  |  | Final | Final         | Final | Final | Final | Final | Final | Final |
|  |                  |                  |                  |                  |                  |                  |                  |                  |                |     |           |           |           |           |           |           |           |           |  |  |       |               |       |       |       |       |       |       |
|  | 1A               | Lwart Lwarcel    | 95               | 123              |                  |                  |                  | 2                |                |     |           |           |           |           |           |           |           |           |  |  |       |               |       |       |       |       |       |       |
|  | 4B               | Minas            | 70               | 122              |                  |                  |                  | 0                |                |     |           |           |           |           |           |           |           |           |  |  |       |               |       |       |       |       |       |       |
|  | 4B               | Minas            | 70               | 122              |                  | 1A               | Lwart Lwarcel    | 0                | 99             | 74  |           |           |           | 2         |           |           |           |           |  |  |       |               |       |       |       |       |       |       |
|  |                  |                  |                  |                  |                  |                  |                  |                  | 99             | 74  |           |           |           | 2         |           |           |           |           |  |  |       |               |       |       |       |       |       |       |
|  |                  | 2B               | C.A. Pirelli     | 97               | 70               |                  |                  |                  | 0              |     |           |           |           |           |           |           |           |           |  |  |       |               |       |       |       |       |       |       |
|  | 2B               | 2B               | C.A. Pirelli     | 97               | 70               | C.A. Pirelli     | 69               | 103              | 0              | 79  |           |           | 2         |           |           |           |           |           |  |  |       |               |       |       |       |       |       |       |
|  | 2B               |                  |                  |                  |                  | C.A. Pirelli     | 69               | 103              |                | 79  |           |           | 2         |           |           |           |           |           |  |  |       |               |       |       |       |       |       |       |
|  | 3A               | Davene/Sírio     | 66               | 109              | 78               |                  |                  | 1                |                |     |           |           |           |           |           |           |           |           |  |  |       |               |       |       |       |       |       |       |
|  |                  |                  |                  |                  |                  |                  |                  |                  |                |     |           |           |           |           |           |           |           |           |  |  | 1A    | Lwart Lwarcel | 92    | 92    | 81    |       |       | 0     |
|  |                  |                  | 2A               | Ravelli/Franca   | 95               | 99               | 94               |                  |                | 3   |           |           |           |           |           |           |           |           |  |  |       |               |       |       |       |       |       |       |
|  | 2A               | Ravelli/Franca   | 89               | 99               | 91               |                  |                  | 2                |                |     |           |           |           |           |           |           |           |           |  |  |       |               |       |       |       |       |       |       |
|  | 3B               | Flamengo         | 95               | 91               | 90               |                  |                  | 1                |                |     |           |           |           |           |           |           |           |           |  |  |       |               |       |       |       |       |       |       |
|  | 3B               | Flamengo         | 95               | 91               | 90               |                  | 2A               | 1                | Ravelli/Franca | 100 | 88        | 82        |           |           | 2         |           |           |           |  |  |       |               |       |       |       |       |       |       |
|  |                  |                  |                  |                  |                  |                  |                  |                  | Ravelli/Franca | 100 | 88        | 82        |           |           | 2         |           |           |           |  |  |       |               |       |       |       |       |       |       |
|  |                  | 1B               | Monte Líbano     | 113              | 85               | 77               |                  |                  | 1              |     |           |           |           |           |           |           |           |           |  |  |       |               |       |       |       |       |       |       |
|  | 1B               | 1B               | Monte Líbano     | 113              | 85               | 77               | Monte Líbano     | 101              | 1              | 115 |           |           |           | 2         |           |           |           |           |  |  |       |               |       |       |       |       |       |       |
|  | 1B               |                  |                  |                  |                  |                  | Monte Líbano     | 101              |                | 115 |           |           |           | 2         |           |           |           |           |  |  |       |               |       |       |       |       |       |       |
|  | 4A               | Vasco da Gama    | 98               | 92               |                  |                  |                  | 0                |                |     |           |           |           |           |           |           |           |           |  |  |       |               |       |       |       |       |       |       |

## Finais

### Primeiro jogo
| 8 de abril 21:40 |  | Ravelli/Franca | 95–92 | Lwart-Lwarcel |  | Franca |  |

### Segundo jogo
| 11 de abril 20:30 |  | Lwart-Lwarcel | 92–99 | Ravelli/Franca |  | Lençóis Paulista |  |

### Terceiro jogo
| 15 de abril 17:00 |  | Ravelli/Franca | 94–81 | Lwart-Lwarcel |  | Franca |  |

0
| Campeonato Nacional de Basquete Masculino 1990 |
| ---------------------------------------------- |
| Ravelli/Franca Campeão (6° título Brasileiro)  |